# T.J. Carter
Marc Antonio Carter, detto T.J. (Mechanicsville, 22 maggio 1985), è un ex cestista statunitense, professionista in Europa.

## Palmarès
- Campionato rumeno: 1

Oradea: 2018-19